# Julianasluis

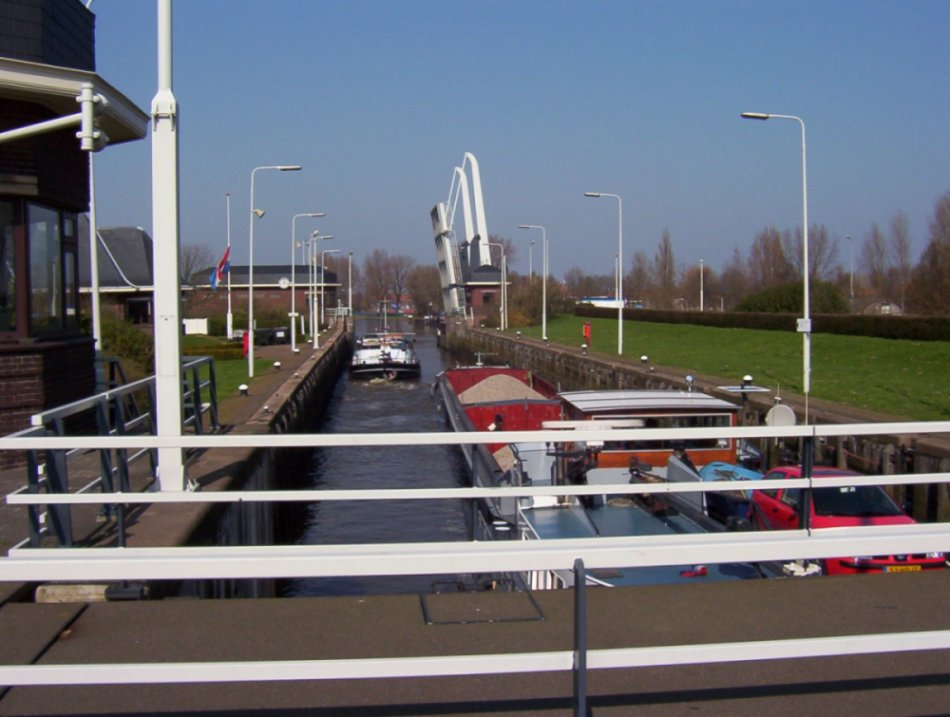
De Julianasluis geopend in de richting Gouwe Kanaal

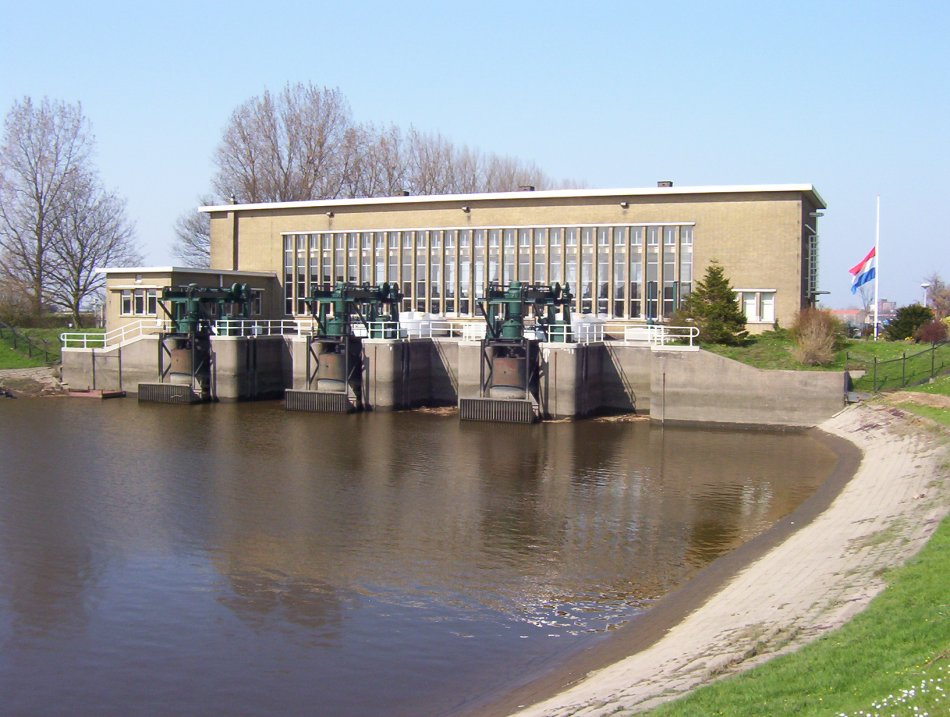
Het Mr. P.A. Pijnacker Hordijkgemaal (1936) vanaf aan de IJsselzijde.

De Julianasluis is een Nederlandse schutsluis met roldeuren, gelegen tussen de Hollandsche IJssel en de Gouwe, ten westen van Gouda. De vaarweg is CEMT-klasse IV. De sluis werd tussen 1932 en 1936 aangelegd. De provincie Zuid-Holland is eigenaar van de sluis en daarmee verantwoordelijk voor het beheer en onderhoud. De sluis is een rijksmonument (monumentnummer: 517584).
De schutlengte is 110 m, de wijdte 12 m, de drempeldiepte aan de noordzijde KP -3,40 m en aan de zuidzijde NAP -4,00 m. Over beide sluishoofden ligt een ophaalbrug, hoogte in gesloten stand binnenhoofd KP +3,60 m, buitenhoofd +3 m, waarvan er bij het schutten steeds een voor het wegverkeer van de N207 beschikbaar blijft. De maximaal toegestane afmetingen zijn lang 90,00 m, breed 11,00 m en diepgang 2,80 m.

De sluis kan via de marifoon worden aangeroepen op VHF-kanaal 18.
Tot de aanleg werd door het Rijk en de provincie besloten, omdat in de vaarroute tussen Rotterdam en Amsterdam de route door de binnenstad van Gouda, via de Havensluis of de Mallegatsluis, steeds meer problemen opleverde. Rond 1929 duurde het soms wel 30 uur voordat een schip de stad gepasseerd was.
Er werd een nieuwe verbinding geprojecteerd met een voorhaven, en een sluis, die geschikt zou zijn voor schepen tot 2000 ton. Voor deze verbinding was tevens een nieuw te graven kanaal nodig, het Gouwekanaal. Van het project maakte ook een dieselgemaal met een (korter) stroomkanaal deel uit. Het tussenliggende eiland dat zo ontstond is het huidige Sluiseiland. Dit dieselgemaal, vernoemd naar de dijkgraaf Mr. P. A. Pijnacker Hordijk, was een vervanging voor het stoomgemaal bij de Hanepraaisluis. Dit lag meer naar het oosten in de stad en loosde water van de Gouwe via de Fluwelensingel op de Hollandsche IJssel. Veel van het graafwerk voor de sluis en de beide kanalen is in de crisistijd met de hand, spa en kruiwagen uitgevoerd door werklozen, in het kader van de Werkverschaffing.
Door een ongeval op 9 september 1935 in de Mallegatsluis, waarbij een schip met cokes voor de plaatselijke gasfabriek aan de Turfsingel de sluisdorpel beschadigde, kon de binnensluis niet meer gesloten worden. Op eigen risico mochten daarom schepen met toestemming van Provinciale Waterstaat al door de Julianasluis varen. De werkzaamheden waren op dat moment nog niet gereed. Zo werd de sluis opengesteld zonder officiële opening. In 1936 werd begonnen met het heffen van de Gouwerechten, die eind vorige eeuw weer werden afgeschaft.
Gedurende de Tweede Wereldoorlog, van 1940-1945 moest de sluis in opdracht van de bezetter de Nieuwe sluis worden genoemd, omdat het gebruik van namen van het Koninklijk Huis verboden was.
Het gebruik van de sluis wordt door de beroepsvaart en de pleziervaart verschillend ervaren. Er drijven aan weerszijden in de lengte van de sluis houten balken langs de sluiswand, waardoor binnenschepen rustig langs de damwand sluismuur schuiven zonder wrijfhoutjes te hoeven gebruiken. Maar watersporters vinden het vaak een onhandig systeem.

## Nieuwe kolk

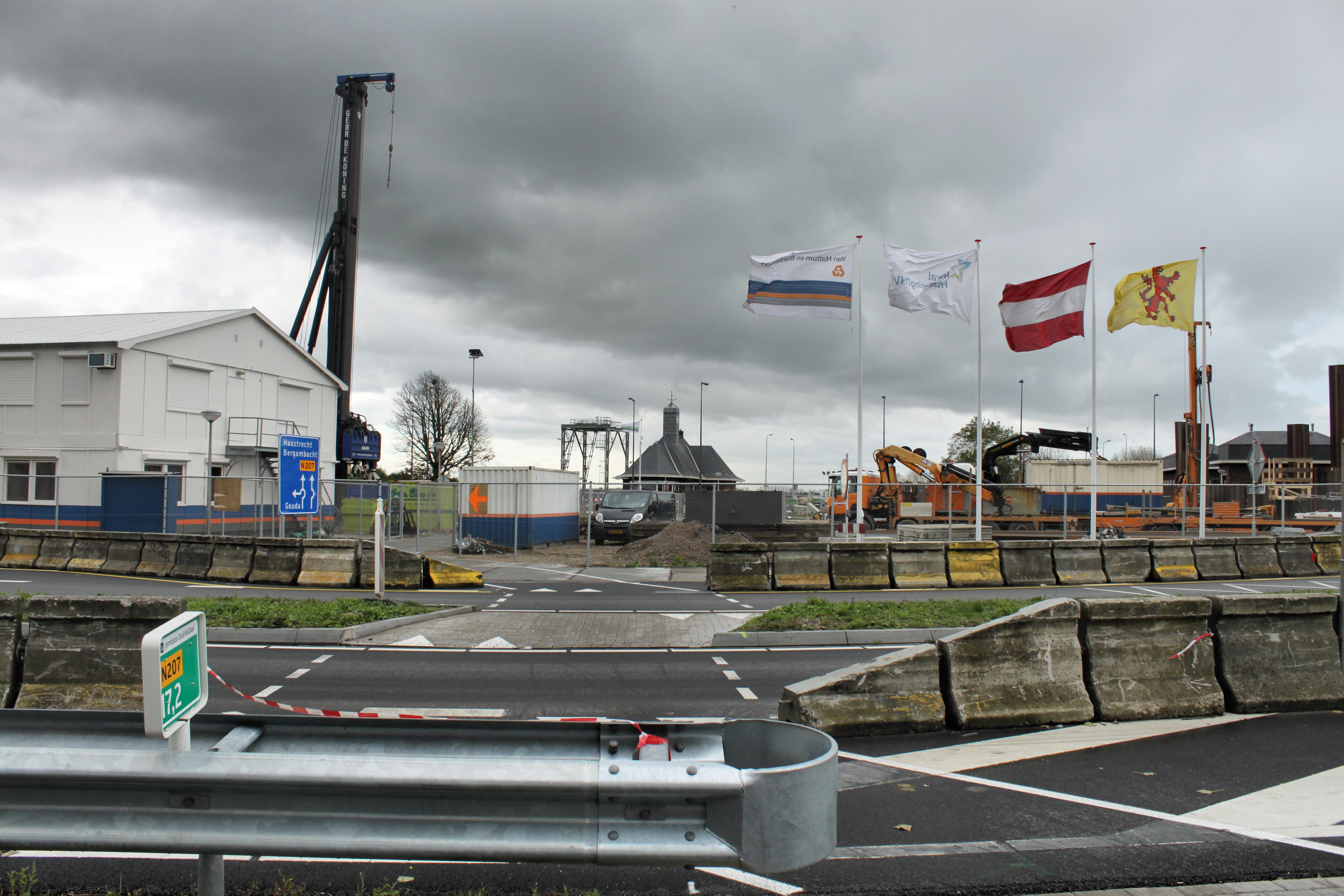
Werkzaamheden aan de Julianasluis in het kader van de aanleg van de tweede sluiskolk

Op 13 november 2009 hebben de Provinciale Staten van de provincie Zuid-Holland besloten een tweede kolk aan te leggen. De voorbereidende werkzaamheden zijn in 2011 gestart en de tweede sluis is op 20 juni 2014 officieel geopend. Die is 14 meter breed en iets dieper dan de huidige, zodat ook grotere schepen er gebruik van kunnen maken. De bruikbare lengte van de sluis is 115,5 meter. Scheepswerf Feadship uit Kaag kan nu bredere (luxe) jachten bouwen in Kaag en betaalde daarom 2,5 miljoen euro mee aan de totale nieuwbouwkosten van circa 35 miljoen euro.